# Comunitate neîncorporată (SUA)

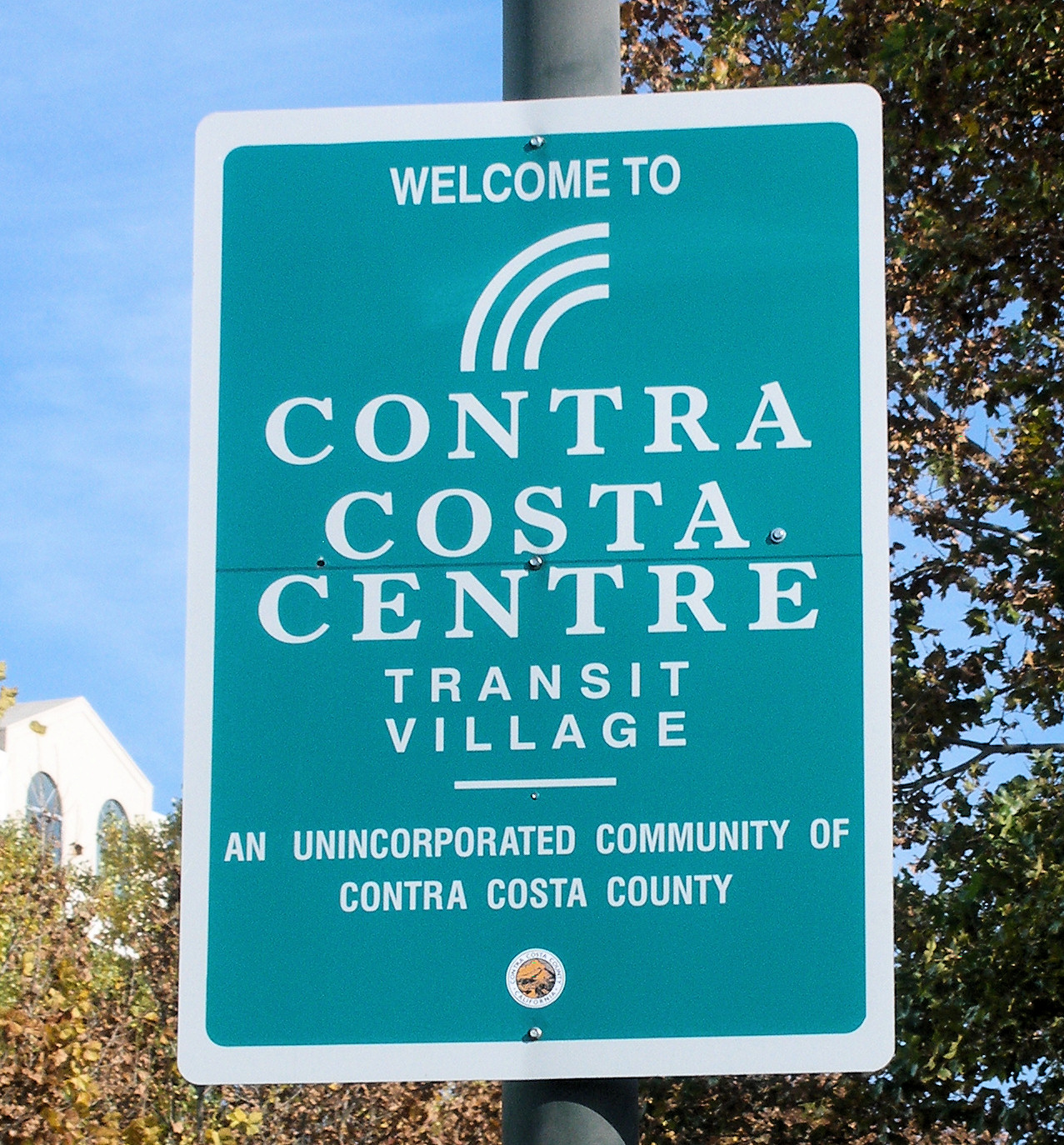
Semn situat la intrarea în localitatea Contra Costa Centre Transit Village, o comunitate neîncorporată din comitatul Contra Costa, din statul, SUA, localitate aflată la nord de orașul Walnut Creek.

Conform legii, o zonă neîncorporată din Statele Unite ale Americii (conform originalului, unincorporated area) este o anumită porțiune de pământ, care nu este guvernată de guvernul local municipal, ci de către o entitate administrativă superioară, așa cum sunt township-urile, parohiile civile, borough-urile, comitatele, orașele, statele sau chiar statul federal.  Ocazional, municipalitățile pot dizolva sau dez-încorpora acest tip de comunități (dacă între timp au devenit încorporate), dacă au devenit insolvabile financiar. 

## În alte țări
În unele țări, precum Brazilia, Franța sau Regatul Unit, nu există zone sau comunități neîncorporate, întrucât absolut toate părțile acestor țări sunt încorporate.

## Vedeți și
- Borough (Statele Unite ale Americii)
- Cătun (Statele Unite ale Americii)
- District civil (Statele Unite ale Americii)
- District desemnat (Statele Unite ale Americii)
- District topografic (Statele Unite ale Americii)
- Loc desemnat pentru recensământ (Statele Unite ale Americii)
- Localitate neîncorporată (Statele Unite ale Americii)
- Municipalitate (Statele Unite ale Americii)
- Oraș (Statele Unite ale Americii)
- Precinct (Statele Unite ale Americii)
- Rezervație amerindiană (Statele Unite ale Americii)
- Sat (Statele Unite ale Americii)
- Târg (Statele Unite ale Americii)
- Teritoriu neorganizat (Statele Unite ale Americii)
- Township (Statele Unite ale Americii)
- Zonă metropolitană (Statele Unite ale Americii)
- Zonă micropolitană (Statele Unite ale Americii)

respectiv
- Census county division
- Designated place, a counterpart in the Canadian census
- ZIP Code Tabulation Area

## Alte legături interne
- Categorie:Liste de comitate din Statele Unite ale Americii după stat
- Categorie:Liste de orașe din Statele Unite după stat
- Categorie:Liste de târguri din Statele Unite după stat
- Categorie:Liste de districte civile din Statele Unite după stat
- Categorie:Liste de sate din Statele Unite după stat
- Categorie:Liste de comunități neîncorporate din Statele Unite după stat
- Categorie:Liste de localități dispărute din Statele Unite după stat
- Categorie:Liste de comunități desemnate pentru recensământ din Statele Unite după stat
- Categorie:Liste de rezervații amerindiene din Statele Unite după stat
- Categorie:Liste de zone de teritoriu neorganizat din Statele Unite după stat

respectiv
- Listă de comitate din statul Indiana
- Listă de orașe din statul Indiana
- Listă de districte civile din statul Indiana
- Listă de sate din statul Indiana
- Listă de locuri desemnate pentru recensământ din statul Indiana
- Listă de zone de teritoriu neorganizat din statul Indiana
- Listă de localități dispărute din statul Indiana